# Bergslagernas Järnvägssällskap

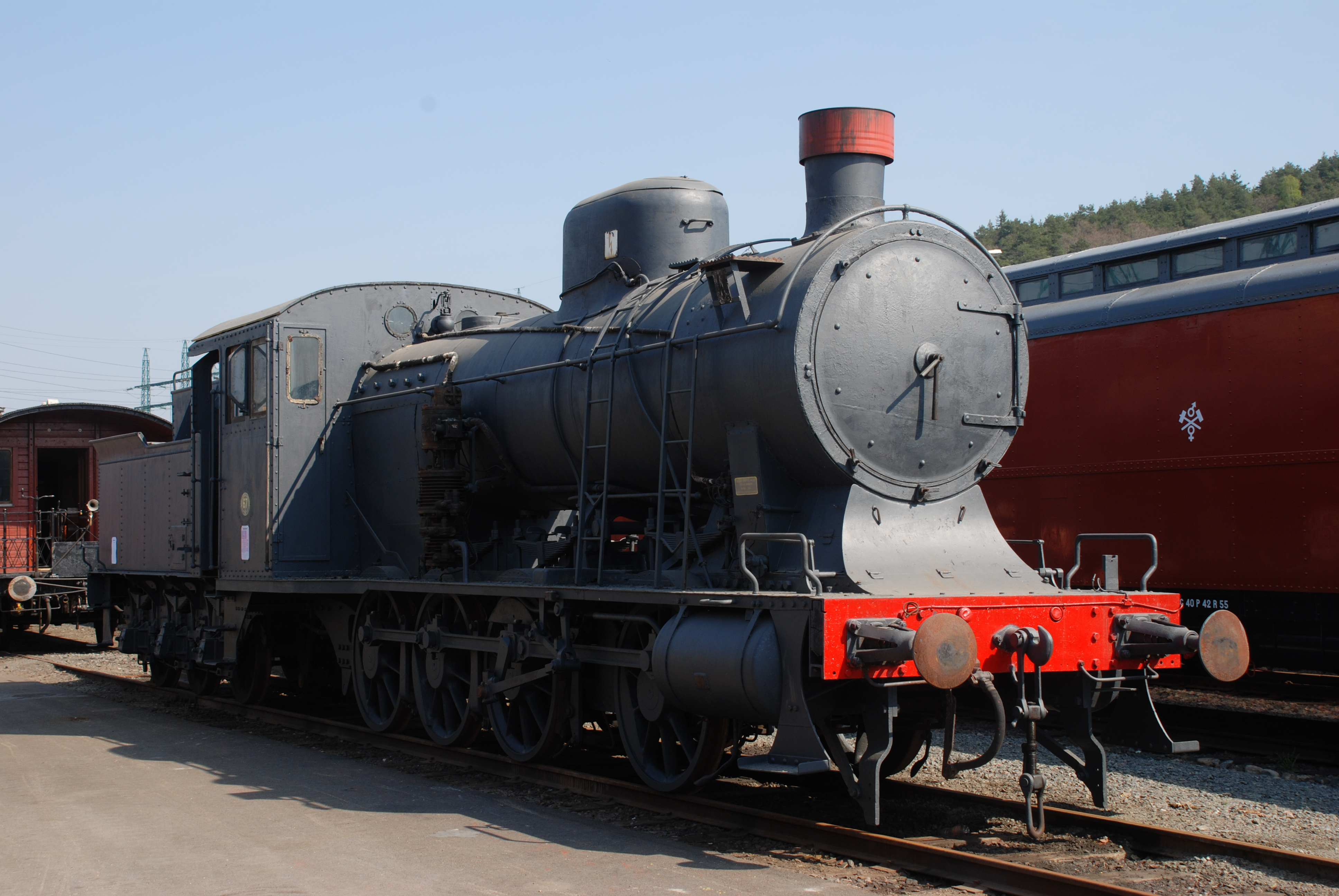
Bergslagernas Järnvägssällskap ånglok BJ N3 67.

Bergslagernas Järnvägssällskap, BJs, är en ideell förening som bildades 1972 i Göteborg för att ta till vara lokmateriel från i huvudsak Bergslagernas Järnvägsaktiebolag.
Sällskapet håller till i Bergslags-Lärje, väster om Gamlestan, numera stationen Göteborg-Marieholm.
Man har ett 100-tal fordon med körbara restaurerade ånglok, ellok och diesellok.